# Olle Ericsson
För andra betydelser, se Olof Eriksson.

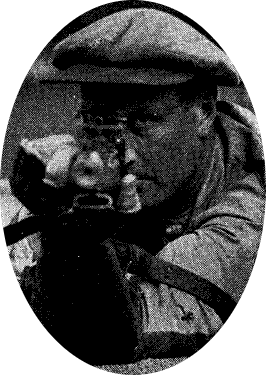
Olle Ericsson.

Olof "Olle" Magnus Ericsson, född 1 juni 1890 i Kumla, död 25 juli 1950 i Örebro, var en svensk sportskytt. 
Olof Ericsson var son till lantbrukaren Eric Persson. Han var från 1920 anställd vid skofabriken Rex i Örebro. Ericsson var sin tids främste svenska allroundskytt. Vid VM i frigevär i Haag 1928 segrade han sammanlagt och kom på 3:e plats i Rom 1927, Lwów 1931 och Granada 1933, vid VM i Haag 1928 blev han 2:a i liggande skytte och vid stående skytte blev han 2:a vid VM i Lwów 1931 och VM i Granada 1933. Vid VM i armégevär segrade han sammanlagt i Stockholm 1929 och blev 3:a i Rom 1935 samt 2:a i Stockholm 1929, i stående skytte vann han guld vid VM i Rom 1935 och silver vid VM i Stockholm 1929. Vid nordiska tävlingar vann han i frigevär sammanlagt 1927 och 1929 samt blev 2:a 1928. I stående skytte vann han guld 1928, 1929 och 1934, i knästående blev han 2:a 1938. 1930-1940 vann han sammanlagt tolv svenska mästerskap, och under samma tid vann han även svenska mästerskapet i armégevär 1940 och uppnådde bästa resultatet i stående armégevärsskytte 1934. 1929–1937 innehade Olle Ericsson världsrekord i armégevär med sammanlagt 526 poäng och innehade 1927-1934 svenska rekordet i helmatch, 1922-1926 och åter från 1930 och in på 1940-talet i halvmatch och stående 1928–1939. Ericsson vann även bland annat trelandskampen i miniatyrgevär i Berlin 1940. Han gjorde sig känd för sina experiment med skytteredskap och skytteställningar.
Ericsson deltog i två OS 1920 och 1924.